# Saint-Pierre-la-Roche
Saint-Pierre-la-Roche é uma comuna francesa na região administrativa de Auvérnia-Ródano-Alpes, no departamento de Ardèche. Estende-se por uma área de 9,92 km². Em 2010 a comuna tinha 61 habitantes (densidade: 6,1 hab./km²).